# Tournoi de tennis de Guayaquil
Le Challenger Ciudad de Guayaquil est un tournoi international de tennis masculin du circuit professionnel Challenger ayant lieu à Guayaquil (Équateur). Il se joue chaque année depuis 2005 en fin de saison sur terre battue. Il s'agit du principal tournoi se déroulant en Équateur.

## Palmarès messieurs

### Simple
| Année | Dotation | Vainqueur           | Finaliste            | Score          |
| ----- | -------- | ------------------- | -------------------- | -------------- |
| 2005  | 50 000 $ | Marcos Daniel       | Flávio Saretta       | 6-2, 1-6, 6-0  |
| 2006  | 50 000 $ | Sergio Roitman      | Mariano Zabaleta     | 6-3, 4-6, 6-1  |
| 2007  | 50 000 $ | Nicolás Lapentti    | Daniel Gimeno-Traver | 6-3, 66-7, 7-5 |
| 2008  | 50 000 $ | Sergio Roitman      | Brian Dabul          | 7-65, 6-4      |
| 2009  | 50 000 $ | Nicolás Lapentti    | Santiago Giraldo     | 6-2, 2-6, 7-64 |
| 2010  | 50 000 $ | Paul Capdeville     | Diego Junqueira      | 6-3, 3-6, 6-3  |
| 2011  | 50 000 $ | Matteo Viola        | Guido Pella          | 6-4, 6-1       |
| 2012  | 50 000 $ | Leonardo Mayer      | Paolo Lorenzi        | 6-2, 6-4       |
| 2013  | 50 000 $ | Leonardo Mayer      | Pedro Sousa          | 6-4, 7-5       |
| 2014  | 50 000 $ | Pablo Cuevas        | Paolo Lorenzi        | Forfait        |
| 2015  | 50 000 $ | Gastão Elias        | Diego Schwartzman    | 6-0, 6-4       |
| 2016  | 50 000 $ | Nicolás Kicker      | Arthur De Greef      | 6-3, 6-2       |
| 2017  | 50 000 $ | Gerald Melzer       | Facundo Bagnis       | 6-3, 6-1       |
| 2018  | 50 000 $ | Guido Andreozzi     | Pedro Sousa          | 7-5, 1-6, 6-4  |
| 2019  | 54 160 $ | Thiago Seyboth Wild | Hugo Dellien         | 6-4, 6-0       |
| 2020  | 52 080 $ | Francisco Cerúndolo | Andrej Martin        | 6-4, 3-6, 6-2  |
| 2021  | 52 080 $ | Alejandro Tabilo    | Jesper de Jong       | 6-1, 7-5       |

### Double
| Année | Vainqueurs                                | Finalistes                          | Score             |
| ----- | ----------------------------------------- | ----------------------------------- | ----------------- |
| 2005  | Juan Martín del Potro Juan Antonio Marín  | Luis Horna Iván Miranda             | Forfait           |
| 2006  | Juan Pablo Brzezicki Leonardo Mayer       | Marcel Felder Fernando Vicente      | 1-6, 7-5, [14-12] |
| 2007  | Brian Dabul Juan Pablo Guzmán             | Bart Beks Michael Quintero          | 7-65, 6-3         |
| 2008  | Sebastián Decoud Santiago Giraldo         | Thiago Alves Ricardo Hocevar        | 6-4, 6-4          |
| 2009  | Julio César Campozano Emilio Gómez        | Andreas Haider-Maurer Lars Pörschke | 62-7, 6-3, [10-8] |
| 2010  | Juan Sebastián Cabal Robert Farah         | Franco Ferreiro André Sá            | 7-5, 7-63         |
| 2011  | Julio César Campozano Roberto Quiroz      | Marcel Felder Rodrigo Grilli        | 6-4, 6-1          |
| 2012  | Martín Alund Facundo Bagnis               | Leonardo Mayer Martín Ríos-Benítez  | 7-5, 7-65         |
| 2013  | Stephan Fransen Wesley Koolhof            | Roman Borvanov Alexander Satschko   | 1-6, 6-2, [10-5]  |
| 2014  | Máximo González Guido Pella               | Pere Riba Jordi Samper Montaña      | 2-6, 7-63, [10-5] |
| 2015  | Guillermo Durán Andrés Molteni            | Gastão Elias Fabrício Neis          | 6-3, 6-4          |
| 2016  | Ariel Behar Fabiano de Paula              | Marcelo Arévalo Sergio Galdós       | 6-2, 6-4          |
| 2017  | Marcelo Arévalo Miguel Ángel Reyes-Varela | Hugo Dellien Federico Zeballos      | 6-1, 67-7, [10-6] |
| 2018  | Guillermo Durán Roberto Quiroz            | Thiago Monteiro Fabrício Neis       | 6-3, 6-2          |
| 2019  | Ariel Behar Gonzalo Escobar               | Pedro Sakamoto Thiago Seyboth Wild  | 7-64, 7-65        |
| 2020  | Luis David Martínez Felipe Meligeni Alves | Sergio Martos Gornés Jaume Munar    | 6-0, 4-6, [10-3]  |
| 2021  | Jesper de Jong Bart Stevens               | Diego Hidalgo Cristian Rodríguez    | 7-5, 6-2          |